# Negyvennyolcas Függetlenségi Párt
A Negyvennyolcas Függetlenségi Párt (vagy 48-as Függetlenségi Párt, néhol Függetlenségi 48-as Párt, a „kiegyezés ellenzéke”) egy magyarországi polgári radikális politikai párt volt 1874. május 17. és 1884. szeptember 29. között.

## Története

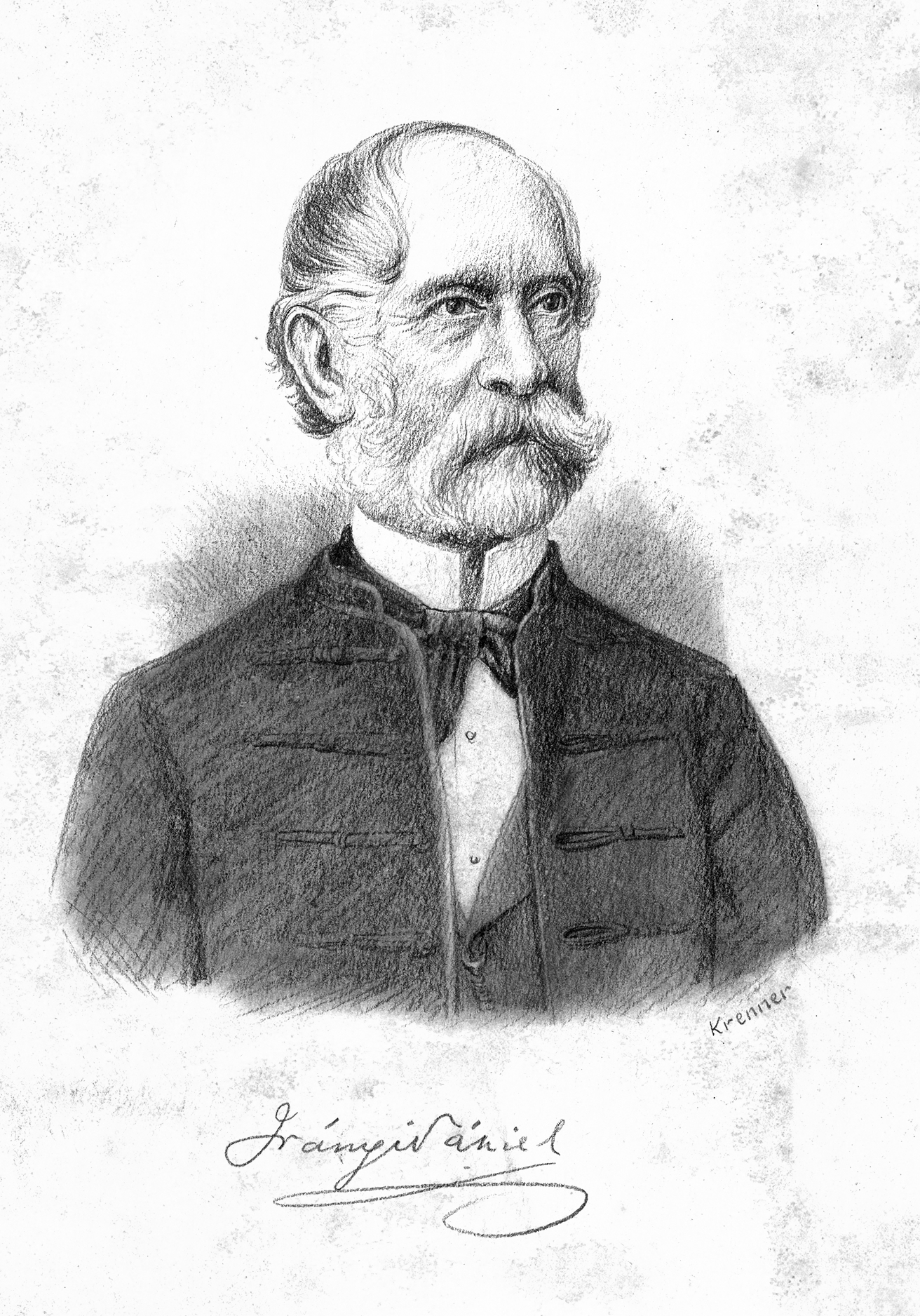
Irányi Dániel

A párt 1874. február 26-án jött létre a korábbi 1848-as Párt (korábban Szélsőbal) és az Elvhű Balközép egyesüléséből, előbb Egyesült Közjogi Ellenzék néven, amely nem sokkal később, 1874. május 17-én vette fel a Negyvennyolcas Függetlenségi Párt nevet. Tagjai a kiegyezést élesen bíráló, illetve azt ellenző, elvető politikusokból állt, innen jött beceneve, a „kiegyezés ellenzéke”. Mindennemű kapcsolatot elleneztek Ausztriával és a teljes függetlenség mellett álltak ki.
Irányi Dániel vezérletével a Negyvennyolcas Függetlenségi Párt 1884. szeptember 29-én egyesült a Mocsáry Lajos vezette Függetlenségi Párttal, Függetlenségi és Negyvennyolcas Párt néven. Az új párt értékrendje átvette a 48-as párt nacionalista, polgári radikális felfogását, míg Ausztria és Magyarország kapcsolatában nézeteik valamelyest enyhültek, a teljes függetlenség helyett a perszonáluniót is elfogadták volna. Utóbbi éles belső ellentétekhez és az új párt későbbi teljes széteséséhez vezetett.